# Coppa Italia 2011-2012 (pallanuoto maschile)
La Coppa Italia di pallanuoto maschile 2011-2012 è stata la 21ª edizione del trofeo assegnato annualmente dalla FIN. La AN Brescia ha conquistato la coppa per la prima volta, battendo in finale i detentori della Pro Recco.
Si sono contese la coppa le 12 squadre di Serie A1 e otto formazioni di Serie A2. La formula prevedeva inizialmente tre fasi a gironi, da disputarsi in sede unica, seguite dalla Final Four, ma, dopo i primi due turni, società e Settore Pallanuoto della FIN hanno concordato la disputa di una Final Eight a eliminazione diretta che si è svolta a Napoli.

## Prima fase

### Primo turno
I quattro gironi si sono disputati dal 13 al 15 gennaio 2012 in sede unica. Le prime tre di ciascun gruppo sono avanzate al secondo turno.

#### Gironi
| Gruppo A                                 |
| sede: Sori (GE) Piscina comunale di Sori |
| Camogli                                  |
| Chiavari                                 |
| Nervi                                    |
| Sori                                     |

| Gruppo B                                |
| sede: Torino Piscina Stadio Monumentale |
| AN Brescia                              |
| Florentia                               |
| Torino '81                              |
| Sport Management                        |

| Gruppo C                        |
| sede: Pescara Piscina Le Naiadi |
| Acquachiara                     |
| Civitavecchia                   |
| Lazio                           |
| Simply Pescara                  |

| Gruppo D                              |
| sede: Catania Piscina comunale Zurria |
| Catania                               |
| Muri Antichi                          |
| Ortigia                               |
| Telimar Palermo                       |

#### Gruppo A
| Risultati |         |                    |       |
|           |         |                    |       |
| 13-01-12  | h 18:30 | Camogli - Chiavari | 11-3  |
| 13-01-12  | h 20:00 | Nervi - Sori       | 14-5  |
| 14-01-12  | h 09:00 | Chiavari - Sori    | 9-6   |
| 14-01-12  | h 10:30 | Camogli - Nervi    | 13-10 |
| 14-01-12  | h 16:30 | Sori - Camogli     | 5-15  |
| 14-01-12  | h 18:00 | Chiavari - Nervi   | 7-10  |

|    | Classifica Gruppo A | Pt | G | V | N | P | GF | GS | DR  |
| -- | ------------------- | -- | - | - | - | - | -- | -- | --- |
| 1. | Camogli             | 9  | 3 | 3 | 0 | 0 | 39 | 18 | +21 |
| 2. | Nervi               | 6  | 3 | 2 | 0 | 1 | 34 | 25 | +9  |
| 3. | Chiavari            | 3  | 3 | 1 | 0 | 2 | 19 | 27 | -7  |
| 4. | Sori                | 0  | 3 | 0 | 0 | 3 | 16 | 35 | -19 |

#### Gruppo B
| Risultati |         |                     |       |
|           |         |                     |       |
| 14-01-12  | h 17:00 | Verona - Brescia    | 7-22  |
| 14-01-12  | h 18:30 | Florentia - Torino  | 10-7  |
| 15-01-12  | h 09:00 | Brescia - Torino    | 16-4  |
| 15-01-12  | h 10:30 | Florentia - Verona  | 16-12 |
| 15-01-12  | h 16:00 | Brescia - Florentia | 12-9  |
| 15-01-12  | h 17:30 | Torino - Verona     | 6-8   |

|    | Classifica Gruppo B | Pt | G | V | N | P | GF | GS | DR  |
| -- | ------------------- | -- | - | - | - | - | -- | -- | --- |
| 1. | AN Brescia          | 9  | 3 | 3 | 0 | 0 | 50 | 20 | +30 |
| 2. | Florentia           | 6  | 3 | 2 | 0 | 1 | 35 | 31 | +4  |
| 3. | Sport Management    | 3  | 3 | 1 | 0 | 2 | 27 | 44 | -17 |
| 4. | Torino '81          | 0  | 3 | 0 | 0 | 3 | 17 | 34 | -17 |

#### Gruppo C
| Risultati |         |                                |       |
|           |         |                                |       |
| 13-01-12  | h 18:00 | Acquachiara - Simply Pescara   | 18-5  |
| 13-01-12  | h 19:30 | Civitavecchia - Lazio          | 10-14 |
| 14-01-12  | h 10:00 | Lazio - Acquachiara            | 12-14 |
| 14-01-12  | h 11:30 | Simply Pescara - Civitavecchia | 11-19 |
| 14-01-12  | h 18:00 | Acquachiara - Civitavecchia    | 13-8  |
| 14-01-12  | h 19:30 | Simply Pescara - Lazio         | 5-17  |

|    | Classifica Gruppo C | Pt | G | V | N | P | GF | GS | DR  |
| -- | ------------------- | -- | - | - | - | - | -- | -- | --- |
| 1. | Acquachiara         | 9  | 3 | 3 | 0 | 0 | 45 | 25 | +20 |
| 2. | Lazio               | 6  | 3 | 2 | 0 | 1 | 43 | 29 | +14 |
| 3. | Civitavecchia       | 3  | 3 | 1 | 0 | 2 | 37 | 38 | -1  |
| 4. | Simply Pescara      | 0  | 3 | 0 | 0 | 3 | 21 | 54 | -33 |

#### Gruppo D
| Risultati |         |                        |       |
|           |         |                        |       |
| 14-01-12  | h 10:30 | Muri Antichi - Catania | 7-13  |
| 14-01-12  | h 12:00 | Ortigia - Telimar      | 20-9  |
| 14-01-12  | h 17:00 | Muri Antichi - Ortigia | 10-19 |
| 14-01-12  | h 18:30 | Catania - Telimar      | 19-13 |
| 15-01-12  | h 09:00 | Telimar - Muri Antichi | 9-10  |
| 15-01-12  | h 10:30 | Catania - Ortigia      | 13-19 |

|    | Classifica Gruppo D | Pt | G | V | N | P | GF | GS | DR  |
| -- | ------------------- | -- | - | - | - | - | -- | -- | --- |
| 1. | Ortigia             | 9  | 3 | 3 | 0 | 0 | 58 | 32 | +26 |
| 2. | Catania             | 6  | 3 | 2 | 0 | 0 | 45 | 39 | +6  |
| 3. | Muri Antichi        | 3  | 3 | 1 | 0 | 2 | 27 | 41 | -14 |
| 4. | Telimar Palermo     | 0  | 3 | 0 | 0 | 3 | 31 | 49 | -18 |

### Secondo turno
Si sono disputati quattro gironi il 21 e 22 gennaio (il girone H il 14 e 15 febbraio)  che hanno qualificato le prime due di ciascun di essi alla fase successiva. Sono entrate in gara le prime quattro classificate della Serie A1 2010-2011: Pro Recco, RN Savona, CN Posillipo, RN Bogliasco.

#### Gironi
| Gruppo E                                         |
| sede: Chiavari (GE) Piscina comunale di Chiavari |
| Camogli                                          |
| Chiavari                                         |
| Nervi                                            |
| Savona                                           |

| Gruppo F                     |
| sede: Mantova Piscina Dugoni |
| AN Brescia                   |
| Florentia                    |
| Posillipo                    |
| Sport Management             |

| Gruppo G                             |
| sede: Civitavecchia Stadio del Nuoto |
| Acquachiara                          |
| Bogliasco                            |
| Civitavecchia                        |
| Lazio                                |

| Gruppo H                              |
| sede: Catania Piscina comunale Zurria |
| Catania                               |
| Muri Antichi                          |
| Ortigia                               |
| Pro Recco                             |

#### Gruppo E
| Risultati |         |                    |       |
|           |         |                    |       |
| 20-01-12  | h 19:00 | Nervi - Savona     | 10-9  |
| 20-01-12  | h 20:30 | Chiavari - Camogli | 8-13  |
| 21-01-12  | h 11:15 | Savona - Chiavari  | 13-7  |
| 21-01-12  | h 12:45 | Camogli - Nervi    | 8-13  |
| 21-01-12  | h 17:30 | Camogli - Savona   | 12-11 |
| 21-01-12  | h 19:00 | Chiavari - Nervi   | 5-8   |

|    | Classifica Gruppo E | Pt | G | V | N | P | GF | GS | DR  |
| -- | ------------------- | -- | - | - | - | - | -- | -- | --- |
| 1. | Nervi               | 9  | 3 | 3 | 0 | 0 | 31 | 22 | +9  |
| 2. | Camogli*            | 6  | 3 | 2 | 0 | 1 | 33 | 32 | +1  |
| 3. | Savona              | 6  | 3 | 1 | 0 | 2 | 33 | 29 | +4  |
| 4. | Chiavari            | 0  | 3 | 0 | 0 | 3 | 20 | 34 | -14 |

*=Camogli qualificata per lo scontro diretto.

#### Gruppo F
| Risultati |         |                       |       |
|           |         |                       |       |
| 20-01-12  | h 18:30 | Brescia - Posillipo   | 12-13 |
| 20-01-12  | h 20:00 | Verona - Florentia    | 10-16 |
| 21-01-12  | h 09:30 | Posillipo - Florentia | 9-9   |
| 21-01-12  | h 11:00 | Brescia - Verona      | 15-4  |
| 21-01-12  | h 15:00 | Posillipo - Verona    | 13-6  |
| 21-01-12  | h 17:00 | Florentia - Brescia   | 10-12 |

|    | Classifica Gruppo F | Pt | G | V | N | P | GF | GS | DR  |
| -- | ------------------- | -- | - | - | - | - | -- | -- | --- |
| 1. | Posillipo           | 7  | 3 | 2 | 1 | 0 | 35 | 27 | +8  |
| 2. | AN Brescia          | 6  | 3 | 2 | 0 | 1 | 38 | 27 | +11 |
| 3. | Florentia           | 4  | 3 | 1 | 1 | 1 | 35 | 31 | +4  |
| 4. | Sport Management    | 0  | 3 | 0 | 0 | 3 | 20 | 44 | -24 |

#### Gruppo G
| Risultati |         |                             |       |
|           |         |                             |       |
| 20-01-12  | h 18:00 | Bogliasco - Lazio           | 11-10 |
| 20-01-12  | h 19:30 | Civitavecchia - Acquachiara | 6-9   |
| 21-01-12  | h 10:00 | Acquachiara - Bogliasco     | 18-8  |
| 21-01-12  | h 11:30 | Lazio - Civitavecchia       | 8-9   |
| 21-01-12  | h 17:00 | Lazio - Acquachiara         | 6-12  |
| 21-01-12  | h 18:30 | Civitavecchia - Bogliasco   | 12-12 |

|    | Classifica Gruppo G | Pt | G | V | N | P | GF | GS | DR  |
| -- | ------------------- | -- | - | - | - | - | -- | -- | --- |
| 1. | Acquachiara         | 9  | 3 | 3 | 0 | 0 | 39 | 20 | +19 |
| 2. | Civitavecchia       | 4  | 3 | 1 | 1 | 1 | 27 | 29 | -2  |
| 3. | Bogliasco           | 4  | 3 | 1 | 1 | 1 | 31 | 40 | -9  |
| 4. | Lazio               | 0  | 3 | 0 | 0 | 3 | 24 | 32 | -8  |

#### Gruppo H
| Risultati |         |                          |      |
|           |         |                          |      |
| 14-02-12  | h 19:00 | Catania - Muri Antichi   | 13-8 |
| 14-02-12  | h 20:30 | Pro Recco - Ortigia      | 15-9 |
| 15-02-12  | h 10:30 | Catania - Ortigia        | 7-13 |
| 15-02-12  | h 12:00 | Muri Antichi - Pro Recco | 3-19 |
| 15-02-12  | h 17:00 | Ortigia - Muri Antichi   | 16-9 |
| 15-02-12  | h 18:30 | Pro Recco - Catania      | 25-4 |

|    | Classifica Gruppo H | Pt | G | V | N | P | GF | GS | DR  |
| -- | ------------------- | -- | - | - | - | - | -- | -- | --- |
| 1. | Pro Recco           | 9  | 3 | 3 | 0 | 0 | 59 | 16 | +43 |
| 2. | Ortigia             | 6  | 3 | 2 | 0 | 1 | 38 | 31 | +7  |
| 3. | Catania             | 3  | 3 | 1 | 0 | 2 | 24 | 46 | -22 |
| 4. | Muri Antichi        | 0  | 3 | 0 | 0 | 3 | 20 | 48 | -38 |

## Final Eight
La Final Eight si è svolta nella Piscina Felice Scandone di Napoli dal 4 al 6 aprile. Le otto squadre qualificate si sono affrontate in un tabellone a eliminazione diretta, sorteggiate in base al piazzamento della fase precedente (prime classificate contro seconde); le squadre sconfitte nei quarti sono state abbinate in base al risultato ottenuto e hanno disputato le finali per il quinto e il settimo posto.

### Tabellone
|  | Quarti di finale      | Quarti di finale      |                       |             | Semifinali                | Semifinali                |  |  | Finale                | Finale |
|  |                       |                       |                       |             |                           |                           |  |  |                       |        |
|  | 4 aprile 2012 - 18:45 |                       |                       |             |                           |                           |  |  |                       |        |
|  |                       |                       |                       |             |                           |                           |  |  |                       |        |
|  | Nervi                 | 7                     |                       |             |                           |                           |  |  |                       |        |
|  | Nervi                 | 7                     | 5 aprile 2012 - 17:30 |             |                           |                           |  |  |                       |        |
|  | AN Brescia            | 13                    |                       |             |                           |                           |  |  |                       |        |
|  | AN Brescia            | 13                    | AN Brescia            | 6           |                           |                           |  |  |                       |        |
|  | 4 aprile 2012 - 16:15 |                       | AN Brescia            | 6           |                           |                           |  |  |                       |        |
|  |                       | Posillipo             | 5                     |             |                           |                           |  |  |                       |        |
|  | Posillipo             | Posillipo             | 5                     | 12          |                           |                           |  |  |                       |        |
|  | Posillipo             |                       | 6 aprile 2012 - 19:00 | 12          |                           |                           |  |  |                       |        |
|  | Ortigia               | 10                    |                       |             |                           |                           |  |  |                       |        |
|  | Ortigia               | 10                    | AN Brescia            | 5           |                           |                           |  |  |                       |        |
|  | 4 aprile 2012 - 17:30 |                       | AN Brescia            | 5           |                           |                           |  |  |                       |        |
|  |                       | Pro Recco             | 4                     |             |                           |                           |  |  |                       |        |
|  | Pro Recco             | Pro Recco             | 4                     | 16          |                           |                           |  |  |                       |        |
|  | Pro Recco             | 5 aprile 2012 - 19:00 |                       | 16          |                           |                           |  |  |                       |        |
|  | Civitavecchia         | 7                     |                       |             |                           |                           |  |  |                       |        |
|  | Civitavecchia         | 7                     | Pro Recco             | 6           | Finale per il terzo posto | Finale per il terzo posto |  |  |                       |        |
|  | 4 aprile 2012 - 20:00 |                       | Pro Recco             | 6           | Finale per il terzo posto | Finale per il terzo posto |  |  |                       |        |
|  |                       | Acquachiara           | 5                     |             |                           |                           |  |  |                       |        |
|  | Acquachiara           | Acquachiara           | 5                     | 13(dts)     | Posillipo                 | 12                        |  |  |                       |        |
|  | Acquachiara           |                       |                       | 13(dts)     | Posillipo                 | 12                        |  |  |                       |        |
|  | Camogli               | 9                     |                       | Acquachiara | 10                        |                           |  |  |                       |        |
|  | Camogli               | 9                     |                       |             | 10                        |                           |  |  |                       |        |
|  |                       |                       |                       |             |                           |                           |  |  | 6 aprile 2012 - 16:00 |        |
|  |                       |                       |                       |             |                           |                           |  |  |                       |        |

### Quarti di finale
| Arbitri: | Ricciotti Scappini |

|                     |           |         |
| 3: Mattiello, Gallo | Marcatori | 3: Suti |

| Arbitri: | Alfi Pascucci |

|                           |           |           |
| 3: Figari, Benedek, Gitto | Marcatori | 3: Foschi |

| Arbitri: | Calabrò De Chiara |

|              |           |                 |
| 2: Brambilla | Marcatori | 3: R.Calcaterra |

| Arbitri: | Bianchi Petronilli |

|             |           |           |
| 4: Petković | Marcatori | 3: Luongo |

### Semifinali
| Arbitri: | Bianchi Scappini |

|                  |           |          |
| 3: C. Presciutti | Marcatori | 2: Gallo |

| Arbitri: | De Chiara Ricciotti |

|             |           |                |
| 2: Figlioli | Marcatori | 1: 5 giocatori |

### Finale
| Arbitri: | Bianchi Pascucci |

|         |           |             |
| 2: Nora | Marcatori | 2: Figlioli |

- Finale 3º - 4º posto

| Arbitri: | Alfi Scappini |

|          |           |          |
| 3: Gallo | Marcatori | 3: Märcz |

- Finale 5º - 6º posto

| Arbitri: | Alfi Calabrò |

|           |           |         |
| 3: Luongo | Marcatori | 2: Suti |

- Finale 7º - 8º posto

| Arbitri: | Pascucci Petronilli |

|                        |           |           |
| 4: Temellini, Marziali | Marcatori | 3: Foschi |